# Paulo Madeira
Paulo Madeira, właśc. Paulo Sérgio Braga Madeira (ur. 6 września 1970 w Luandzie) – portugalski piłkarz grający na pozycji środkowego obrońcy.

## Kariera klubowa
Paulo Madeira urodził się w stolicy Angoli, Luandzie, jednak karierę piłkarską rozpoczął już w Portugalii, do której wyemigrował z rodzicami. Pierwszym klubem tego piłkarza w karierze była lizbońska SL Benfica. W 1989 roku stał się członkiem pierwszej drużyny, prowadzonej wówczas przez trenera Svena-Görana Erikssona, a w 1990 roku wywalczył z nią wicemistrzostwo Portugalii. Natomiast w 1991 roku jako rezerwowy zawodnik został z nią mistrzem kraju. W sezonie 1991/1992 był podstawowym zawodnikiem „Orłów”, którzy ponownie zajęli 2. miejsce w portugalskiej lidze. Jednak już w sezonie 1992/1993 stracił miejsce w składzie (kolejne 2. miejsce w rozgrywkach ligowych oraz zdobyty Puchar Portugalii), a na następny został wypożyczony do CS Marítimo. Latem 1994 powrócił do Benfiki, w której grał przez rok.
W 1995 roku Paulo Madeira został zawodnikiem innego klubu z Lizbony, CF Os Belenenses. Po dwóch latach wrócił jednak na Estádio da Luz i ponownie zaczął występować w Benfice. W 1998 roku wywalczył z nią swoje kolejne wicemistrzostwo Portugalii, jednak w kolejnych sezonach nie osiągał z tym klubem większych sukcesów. Łącznie do 2002 roku rozegrał dla niego 175 meczów ligowych i zdobył 3 gole.
Na początku 2003 roku Paulo Madeira wyjechał do brazylijskiego Fluminense Football Club z Rio de Janeiro. Po rozegraniu 20 spotkań w lidze brazylijskiej wrócił do Portugalii i do lata 2004 był piłkarzem Estreli Amadora. W jej barwach zakończył piłkarską karierę.
| Sezon   | Klub             | Kraj       | Rozgrywki             | Mecze | Bramki |
| ------- | ---------------- | ---------- | --------------------- | ----- | ------ |
| 1989/90 | SL Benfica       | Portugalia | SuperLiga             | 7     | 0      |
| 1990/91 | SL Benfica       | Portugalia | SuperLiga             | 8     | 0      |
| 1991/92 | SL Benfica       | Portugalia | SuperLiga             | 32    | 1      |
| 1992/93 | SL Benfica       | Portugalia | SuperLiga             | 11    | 0      |
| 1993/94 | CS Marítimo      | Portugalia | SuperLiga             | 22    | 3      |
| 1994/95 | SL Benfica       | Portugalia | SuperLiga             | 18    | 0      |
| 1995/96 | CF Os Belenenses | Portugalia | SuperLiga             | 32    | 2      |
| 1996/97 | CF Os Belenenses | Portugalia | SuperLiga             | 32    | 3      |
| 1997/98 | SL Benfica       | Portugalia | SuperLiga             | 22    | 0      |
| 1998/99 | SL Benfica       | Portugalia | SuperLiga             | 28    | 2      |
| 1999/00 | SL Benfica       | Portugalia | SuperLiga             | 32    | 1      |
| 2000/01 | SL Benfica       | Portugalia | SuperLiga             | 12    | 0      |
| 2001/02 | SL Benfica       | Portugalia | SuperLiga             | 0     | 0      |
| 2003    | Fluminense FC    | Brazylia   | Campeonato Brasileiro | 20    | 0      |
| 2003/04 | Estrela Amadora  | Portugalia | SuperLiga             | 26    | 0      |

## Kariera reprezentacyjna
W reprezentacji Portugalii Paulo Madeira zadebiutował 20 lutego 1991 roku w wygranym 5:0 meczu eliminacji do Euro 92 z Maltą. W 1996 roku został powołany do kadry na ten turniej i pełnił na nim rolę rezerwowego obrońcy nie rozgrywając żadnego spotkania na tym turnieju. Ostatni mecz w kadrze narodowej rozegrał w 1999 roku, a łącznie rozegrał w niej 24 spotkania i zdobył 3 gole.